# Podsíň

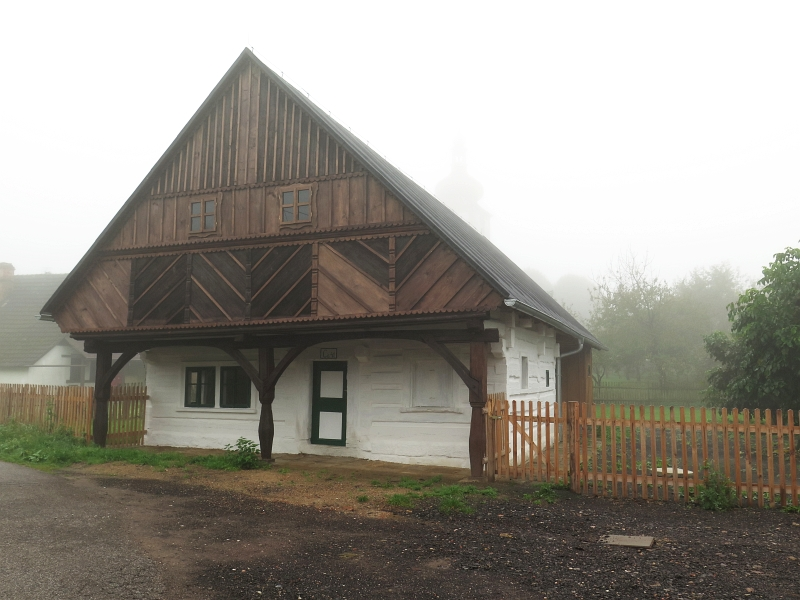
Podsíň na štítové straně domu čp. 41 v Radimi (okres Jičín)

Podsíň je v lidové architektuře průchodná otevřená nebo polootevřená přízemní část podél štítové nebo nádvorní strany domu pod předsazenou střechou, štítem, patrem či pavlačí.  Podsíň je podepírána sloupy nebo pilíři s klenbou. Podsíň chrání stěny.
V městské zástavbě tvořila zděná podloubí, která byla klenutá nebo plochostropá. Podloubí bylo v přízemní části domu, jehož přední část byla otevřena do ulice nebo náměstí, boční části navazovaly na sousední podloubí. Sloužilo jako krytý prostor pro pěší nebo jako prostor k prodeji.
V sakrální architektuře podsíň byla z části nebo kolem kostela nebo cerkve.[ujasnit] Nesla název sobota.